# 182
| 182                |
| ------------------ |
| Dødsfald - Fødsler |
|                    |

| Gregoriansk kalender | 182 CLXXXII             |
| Ab urbe condita      | 935                     |
| Armensk kalender     | I/T                     |
| Kinesiske kalender   | 2878 – 2879 辛酉 – 壬戌 |
| Etiopisk kalender    | 174 – 175               |
| Jødisk kalender      | 3942 – 3943             |
| Hindukalendere       |                         |
| - Vikram Samvat      | 237 – 238               |
| - Shaka Samvat       | 104 – 105               |
| - Kali Yuga          | 3283 – 3284             |
| Iransk kalender      | 440 BP – 439 BP         |
| Islamisk kalender    | 454 BH – 453 BH         |

Se også 182 (tal)